# Cry Wilderness
Cry Wilderness è un film del 1987 diretto da Jay Schlossberg-Cohen.

## Trama
Un Bigfoot stringe amicizia con Paul Cooper, un ragazzino il cui padre ranger sta dando la caccia ad una tigre fuggita dallo zoo.

## Produzione

### Riprese
Le riprese del film hanno avuto luogo presso il Lago Mono nella Contea di Mono e il Devils Postpile National Monument nella Contea di Madera in California.

## Distribuzione
Il film è stato distribuito in DVD nel 2014 con il documentario degli anni '70 In Search of Bigfoot.

## Curiosità
Nel 2017 il film è stato oggetto di una parodia nel secondo episodio dell'undicesima stagione di Mystery Science Theater 3000.